# Sieverskanalen

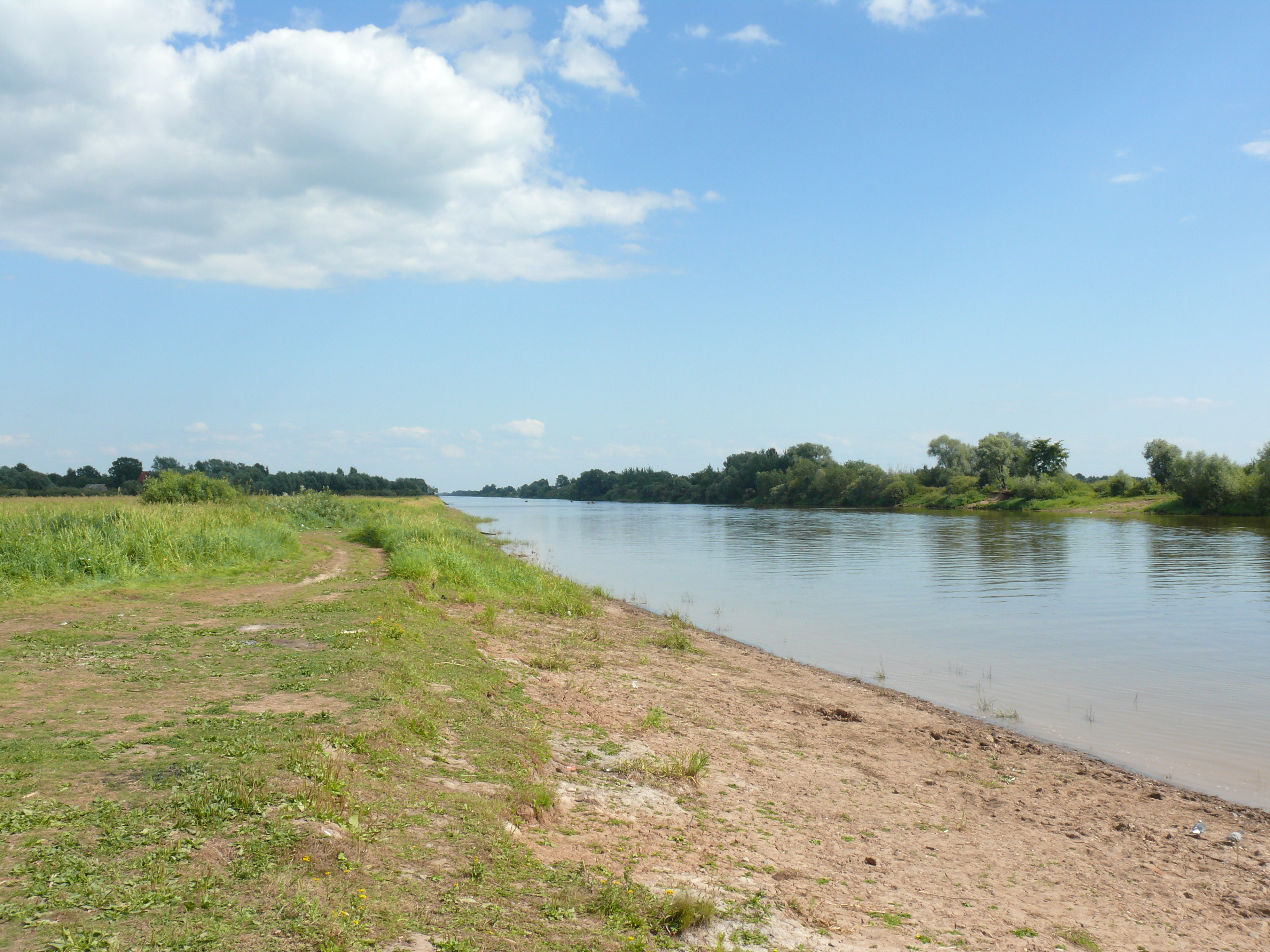
Vy över Sieverskanalen från dess norra strand.

Sieverskanalen (ryska: Сиверсов канал) är en rysk kanal i Novgorods oblast som förbinder floderna Msta och Volchov, och medför att sjöfarten slipper passera sjön Ilmen och sandbankarna i Mstas nedre flöde. 
Kanalen anlades 1798 - 1803 på initiativ av guvernören Jacob Sievers. Den är cirka 10 kilometer lång och fyller trots sin ålder ännu en viktig roll i den ryska sjöfarten.
Alldeles intill kanalens mynning i Volchov finns Rjurikovo Gorodisjtje, lämningarna efter Holmgård.